# (38575) 1999 XH2
1999 XH2 (asteroide 38575) é um asteroide da cintura principal. Possui uma excentricidade de 0.13351990 e uma inclinação de 12.58991º.
Este asteroide foi descoberto no dia 2 de dezembro de 1999 por Spacewatch em Kitt Peak.